# Косраэ (народ)
Косраэ (или кусаие) — микронезийский народ, проживающий в Федеративных Штатах Микронезии, население острова Кусаие (старое название — Юалан), в группе Каролинских островов. По культуре близки Понапе. Численность — около 5000 человек. Язык — косраэ, или кусаие, микронезийская группа австронезийской языковой семьи. Верующие — христиане.

## Социальное деление
Косраэ делятся на знать (лем) и общинников (мет сисик). Общество состоит из матрилинейных кланов во главе с вождём (юрос или токоеа), объединённые в территориальные группы (фелы). Есть общинные дома (лом элан, лом оуноу, унум, паэ).

## Быт и традиции
По хозяйственной деятельности косраэ мало отличаются от остальных микронезийцев. Основное занятие — земледелие (культуры — батат, таро, ямс, какао). Занимаются производством копры, рыболовством. Производят ткани из волокон банана, окрашивают их.
Орудия туда в основном изготавливаются из раковин. Дома — четырёхугольные с тростниковой крышей, иногда(особенно у знати — на платформе).
Существует обычай взаимных подарков, питьё кавы, татуировка, раскрашивание тела куркумой. Сохраняются традиционные верования.